# Championnat de Lituanie de football 2022
Navigation
A Lyga 2021 A Lyga 2023
La saison 2022 de la A Lyga est la 33e édition de la première division lituanienne. Dix équipes prennent part à la compétition et sont confrontées entre elles à quatre reprises, deux fois à domicile et deux fois à l'extérieur.
Le champion se qualifie pour le premier tour de qualification de la Ligue des champions 2023-2024. Le deuxième et le troisième obtiennent une place pour le premier tour qualificatif de la Ligue Europa Conférence 2023-2024, le vainqueur de la Coupe de Lituanie se qualifiant pour le deuxième tour qualificatif de la Ligue Europa Conférence 2023-2024.
Le Žalgiris Vilnius, tenant du titre, est sacré pour la 10e fois champion de Lituanie, un mois avant la fin de la saison.

## Équipes participantes
Légende des couleurs
- Premier tour de qualification de la Ligue des champions 2022-2023
- Premier tour de qualification de la Ligue Europa Conférence 2022-2023
- Promu de deuxième division 2021

| Club              | Ville       | Présent depuis | Classement 2021 |
| ----------------- | ----------- | -------------- | --------------- |
| FK Žalgiris       | Vilnius     | 2010           | 1er             |
| FK Sūduva         | Marijampolė | 2002           | 2e              |
| FK Kauno Žalgiris | Kaunas      | 2015           | 3e              |
| FK Panevėžys      | Panevėžys   | 2019           | 4e              |
| FC Hegelmann      | Kaunas      | 2021           | 5e              |
| FK Riteriai       | Vilnius     | 2014           | 6e              |
| FK Banga          | Gargždai    | 2020           | 7e              |
| FC Džiugas        | Telšiai     | 2021           | 8e              |
| FA Šiauliai       | Šiauliai    | 2022           | 1er (D2)        |
| FK Jonava         | Jonava      | 2022           | 2e (D2)         |

## Règlement
Le classement est établi suivant le barème de points classique, une victoire valant trois points, un match nul un seul et une défaite aucun.
En cas d'égalité de points, les équipes concernées sont départagées par un barrage si le titre est en jeu. Sinon dans un premier temps départagées sur la base des résultats en confrontations directes (points, différence de buts, buts marqués, victoires remportées), suivi de la différence de buts générale, puis du nombre de buts marqués, du nombre de victoires remportées, du classement du fair-play (1 point par carton jaune et 4 points par carton rouge) et par un tirage au sort le cas échéant.

## Compétition

### Classement
| Rang | Équipe          | Pts | J  | G  | N  | P  | Bp | Bc  | Diff |
| ---- | --------------- | --- | -- | -- | -- | -- | -- | --- | ---- |
| 1    | FK Žalgiris T C | 84  | 36 | 26 | 6  | 4  | 85 | 27  | +58  |
| 2    | Kauno Žalgiris  | 63  | 36 | 18 | 9  | 9  | 55 | 37  | +18  |
| 3    | FK Panevėžys    | 62  | 36 | 18 | 8  | 10 | 50 | 31  | +19  |
| 4    | FC Hegelmann    | 61  | 36 | 16 | 13 | 7  | 62 | 32  | +30  |
| 5    | FK Riteriai     | 59  | 36 | 17 | 8  | 11 | 53 | 41  | +12  |
| 6    | FK Sūduva S     | 55  | 36 | 15 | 10 | 11 | 48 | 40  | +8   |
| 7    | FA Šiauliai P   | 50  | 36 | 13 | 11 | 12 | 39 | 39  | 0    |
| 8    | FK Banga        | 30  | 36 | 6  | 12 | 18 | 33 | 54  | -21  |
| 9    | FC Džiugas      | 27  | 36 | 5  | 12 | 19 | 34 | 67  | -33  |
| 10   | FK Jonava P     | 3   | 36 | 0  | 3  | 33 | 12 | 103 | -91  |

|  | Qualification pour le premier tour de qualification de la Ligue des champions 2023-2024                                             |
|  | Qualification pour le deuxième tour de qualification de la Ligue Europa Conférence 2023-2024                                        |
|  | Qualification pour le premier tour de qualification de la Ligue Europa Conférence 2023-2024                                         |
|  | Barrage de relégation |
|  | Relégation en deuxième division |
|  | T : Tenant du titre C : Vainqueur de la Coupe de Lituanie S : Vainqueur de la Supercoupe de Lituanie P : Promu de deuxième division |

### Résultats
| Résultats (▼dom., ►ext.)                                   | BAN | DZU | HEG | JON | KAU | PAN | RIT | SUD | SIA | ZAL |
| FK Banga                                                   |     | 3-3 | 1-0 | 1-1 | 3-1 | 1-2 | 0-4 | 0-1 | 0-0 | 0-2 |
| FC Džiugas                                                 | 0-0 |     | 1-1 | 2-0 | 1-2 | 0-1 | 0-1 | 2-2 | 0-0 | 3-5 |
| FC Hegelmann                                               | 2-0 | 2-0 |     | 4-0 | 2-1 | 0-1 | 1-1 | 2-2 | 1-0 | 2-2 |
| FK Jonava                                                  | 1-3 | 0-1 | 1-4 |     | 0-2 | 0-5 | 0-1 | 0-4 | 0-3 | 0-5 |
| Kauno Žalgiris                                             | 1-1 | 2-1 | 1-3 | 4-0 |     | 2-1 | 0-1 | 0-3 | 0-0 | 2-2 |
| FK Panevėžys                                               | 2-0 | 1-0 | 1-1 | 4-0 | 1-0 |     | 3-0 | 2-1 | 1-2 | 0-2 |
| FK Riteriai                                                | 1-0 | 3-0 | 0-3 | 5-0 | 1-1 | 0-0 |     | 2-0 | 1-1 | 0-1 |
| FK Sūduva                                                  | 3-0 | 1-1 | 0-1 | 2-0 | 1-1 | 2-1 | 1-1 |     | 2-0 | 0-5 |
| FA Šiauliai                                                | 1-1 | 3-2 | 0-0 | 3-0 | 0-1 | 0-3 | 1-0 | 0-0 |     | 0-1 |
| FK Žalgiris                                                | 2-1 | 2-1 | 2-1 | 6-0 | 1-2 | 0-0 | 2-0 | 0-0 | 0-0 |     |
| - Victoire à domicile - Match nul - Victoire à l'extérieur |     |     |     |     |     |     |     |     |     |     |

| Résultats (▼dom., ►ext.)                                   | BAN | DZU | HEG | JON | KAU | PAN | RIT | SUD | SIA | ZAL |
| FK Banga                                                   |     | 1-1 | 1-1 | 2-0 | 0-1 | 1-1 | 0-1 | 0-0 | 2-3 | 0-2 |
| FC Džiugas                                                 | 0-1 |     | 0-1 | 2-2 | 0-3 | 0-0 | 1-4 | 2-1 | 1-0 | 1-1 |
| FC Hegelmann                                               | 5-0 | 5-0 |     | 6-0 | 1-1 | 1-1 | 2-2 | 2-0 | 2-1 | 1-4 |
| FK Jonava                                                  | 0-5 | 0-1 | 0-1 |     | 1-2 | 1-1 | 0-3 | 0-2 | 1-3 | 0-4 |
| Kauno Žalgiris                                             | 3-0 | 5-1 | 1-1 | 2-1 |     | 0-0 | 2-0 | 2-2 | 1-0 | 0-2 |
| FK Panevėžys                                               | 2-1 | 3-2 | 3-1 | 2-1 | 2-1 |     | 0-1 | 2-0 | 1-2 | 0-1 |
| FK Riteriai                                                | 2-2 | 2-1 | 0-0 | 2-1 | 2-0 | 2-1 |     | 2-3 | 3-1 | 1-5 |
| FK Sūduva                                                  | 2-0 | 1-1 | 2-1 | 1-0 | 0-2 | 4-1 | 2-1 |     | 2-1 | 1-2 |
| FA Šiauliai                                                | 1-1 | 2-2 | 0-0 | 2-0 | 0-3 | 1-0 | 3-2 | 2-0 |     | 3-0 |
| FK Žalgiris                                                | 2-1 | 6-0 | 2-1 | 3-1 | 2-3 | 0-1 | 3-1 | 1-0 | 5-0 |     |
| - Victoire à domicile - Match nul - Victoire à l'extérieur |     |     |     |     |     |     |     |     |     |     |

### Barrage de relégation
À la fin de la saison, l'avant-dernier de A Lyga affronte la deuxième meilleure équipe d'I Lyga pour tenter de se maintenir.
Le barrage oppose cette saison le FC Džiugas au FK Neptūnas (en), vice-champion du deuxième échelon. Il s'achève sur le large succès du pensionnaire de la première division, qui s'impose par deux fois pour un score cumulé de 5 buts à 0.
| Équipe                | Aller | Total | Retour | Équipe          |
| --------------------- | ----- | ----- | ------ | --------------- |
| FK Neptūnas (en) (D2) | 0 - 4 | 0 - 5 | 0 - 1  | (D1) FC Džiugas |

Légende des couleurs
- Le club se maintient en première division.
- Promotion en première division.
- Le club reste en deuxième division.
- Relégation en deuxième division.